# Фајум
Фајум (арап. الفيوم) је град у Египту у гувернорату Фајум. Према процени из 2008. у граду је живело 327.917 становника. Налази се неких 90 km југозападно од Каира и 30 km западно од Нила. Налази се у истоименој депресији на висини од свега 24 метра надморске висине, иако је од мора удаљен 250 km. 
Фајум је град у плодној оази на ивици Либијске пустиње, и данас је главни град египатске губерније Ал Фајум. Оаза је површине 1.270 km². У близини је језеро Карун површине 230 km². Од 1950-их становништво се увећало неколико пута и данас броји више од 300.000 људи. 
Град је стар најмање 6.000 година. Археолошки је ова област позната по неолитској фајумској култури и загробним портретима из епохе хеленизма. Фајум је био омиљено пребивалиште фараона 12. династије када се звао Шедит. О томе сведоче ископине храмова и погребних пирамида. Касније се овде налазио антички град Крокодилополис посвећен богу Собеку. 

## Становништво
Према процени, у граду је 2008. живело 327.917 становника.
| 1986.   | 1996.   | 2006.   |
| ------- | ------- | ------- |
| 213.070 | 260.964 | 316.772 |